# Церква Різдва Пресвятої Богородиці (Забужжя)
Церква Різдва Пресвятої Богородиці —  православний (УПЦ МП)  храм у селі Забужжя Рівненської громади Ковельського району Волинської області. 
Церква не має пам'яткоохоронного статусу. 
Богослужіння в цвинтарній церкві Різдва Пресвятої Богородиці звершуються  на престольне свято (21вересня).Усі поминальні і похорони теж після побудови в селі церкви святого Олександра Невського.

## З історії храму
Наприкінці XVIII століття православне населення села Забужжя було приписане до церкви святого Дмитрія в селі Гуща. На 1796 рік в селі був 71 двір, 200 чоловіків і 194 жінки православного віросповідання. Жителі села здавна мріяли мати свій храм. 
У 1878 році на кладовищі за кошти парафіян була побудована невелика дерев’яна церква Різдва Пресвятої Богородиці та дзвіниця, освячені 7 вересня  1878 року. І церква, і дзвіниця були покриті ґонтом. У тому ж році був побудований будинок для священика.
Забузька парафія постала після розділення Гущанської парафії на дві самостійні. Спочатку до Забузької парафії були приписані села Гороховище і Будники, але, за рішенням Консисторії були повернуті до Гущанської парафії, а до Забузької церкви приписали села Столинські Смоляри і Локутки. В новій церкві першим священиком був призначений Венецький Євгеній Петрович, з Гущанської церкви був переведений дячок Лазар Данилевич.
Проте на ту кількість населення, що обслуговувала церква, вона була замала. Тому вже на початку ХХ століття жителі вирішили побудувати новий храм уже в самому селі. Волинська духовна консисторія на основі резолюції Кременецького єпископа Амвросія 5 жовтня 1906 року видала книгу на ім'я селян для збору в межах Волинської єпархії, протягом одного року, добровільних пожертвувань на будівництво церкви в селі Забужжя. З невідомих причин, швидше за все, через нестачу коштів, новий храм так і не було збудовано.
У 1926 році був проведений ремонт церкви. З 1928 року опікуном храму був Оркіш Дем'ян Іванович. У 1935 році церкву відвідав владика Олексій (Громадський). При церкві існувало церковне братство. З 1922 року проповіді велися українською мовою.
Церква збереглася в Другу світову війну і діяла до 1961 року. В 1942-1944 роках на Холмщині розпочалися погроми православних церков польськими націоналістами. Українці одного з сусідніх польських сіл переправили через Буг дві ікони на дереві, архангела Гавриїла і архістратига Михаїла, для збереження в Забузькій церкві. 
Рішенням Волинського облвиконкому №968 від 1 вересня 1961 року розташований на цвинтарі храм, котрий був невеликий за розмірами і не підлягав перенесенню, був закритий з пропозицією перебудувати під клуб. 20 вересня 1962 року за вказівкою Шацького райвиконкому староста Забузької церкви змушений був передати культове майно церкви старості храму села Світязь. Всього було передано 80 одиниць, серед них 21 ікона і Євангеліє, про що було складено відповідний акт. Згідно акту від 26 травня 1962 року Забузька сільська рада передала споруду церкви колгоспу ім. ХІХ партз'їзду села Забужжя. 
В останні роки існування СРСР, коли зменшився атеїстичний тиск на суспільство, жителі села Забужжя звернулися до влади з проханням знову зареєструвати в селі релігійну громаду і повернути церкву. Рада у справах релігії при Раді Міністерств СРСР від 28 червня 1990 року, протокол №11, зареєструвала релігійну громаду села. Любомльська районна рада 4 квітня 1990 року дала дозвіл на відкриття закритої церкви. Активними учасниками відбудови храму були Володимир Лопашук із села Столинські Смоляри, Панасюк Анастасія, Піщанюк Олексій та інші з села Забужжя.
Під час ремонту церкви і дзвіниці церква була обкладена білою силікатною цеглою. Частину начиння церкви було повернуто з храму села Світязь.
У 2001 і 2005 роках церкву візитував архієпископ Симеон. Старанням парафіян у 2005 році біля храму, але вже за межею цвинтаря, викопаний глибокий колодязь і над ним збудована капличка. До церкви були приписані села Локутки, Вербівка, Рогові Смоляри.
У 1997 році в Любомльський краєзнавчий музей передана книга «Тріодь пісна» 1767 року Почаївського друку, яка зберігалась в жительки села Забужжя, з церкви передано 2 стародруки.     
Жителі села Забужжя в 2007 році знову повернулися до старої ініціативи про побудову нової церкви вже в самому селі, що і було зроблено. Новий мурований храм присвячений святому благовірному князю Олександрові Невському.

## Дзвіниця і дзвони
Дзвіниця збудована у 1878 році поряд з церквою, на північний захід від храму. Як і церква, була покрита ґонтом.
У 1944 році, коли поляки палили українські церкви і передчувався прихід Червоної Армії, жителі села почали переховувати церковні речі. Основний дзвін вагою до 200 кг у війну був закопаний як могила біля церкви. Але про те знало багато людей. Тоді Гелім Іван Терентійович і Гурко Кузьма Іларіонович у 1944 році перевезли його в село Локутки до Гурка Кузьми і закопали в клуні, де він і переховувався. В 1993 році цей дзвін викопали і передали до церкви. Дзвін був тріснутий і його заварили. На ньому напис: «CONCORDIA R 1879 / LAŁ. A. ZWOLINSKI / 1878 / W WARSAWIE». Ще два менші дзвони були закопані в урочищі «Дев’яте» в 500 м на схід від села Вербівка, біля двох дубів і дороги. Не знайдені.

## Архітектура
Будівля церкви збереглася із 1878 року. Це дерев'яна тридільна споруда, обкладена в 1990-х роках білою силікатною церквою, з майже квадратним у центрі нефом, з бабинцем і вівтарем. Шатрова покрівля чотирисхила, увінчана главкою з хрестом. Загальна довжина церкви становить 16 м., а ширина – 6,85 м.
Дзвіниця, споруджена в той же час, що і церква, каркасна, двоярусна, ошальована вертикальними дошками. 

## Список священників
- З 1878 р. по 10.12.1897 р. – Велецький Євгеній Петрович.
- З 22.12.1897 р. по 1905 р. – Снєховський Аполлінарій Михайлович.
- З 18.01.1908 р. по 1913 р. – Матусєвич Созонт.
- 1926 р. – Наливайко Дмитро.
- 1926 р. – Герштанський Євгеній.
- З 23.10.1926 р. по 1934 р. – Жолчук Платон Володимирович.
- З 1934 р. по 1937 р. – Вдовович Микола Федорович.
- ?  –  о. Платон.
- З 1950 р. по 1956 р. – Гоголюк Гліб.
- З 14.11. 1990 р. по 1994 р. – Гаврисюк Ігор Денисович.
- З 1994 р. по 1997 р. – Янчук Ігор.
- З 1997 р. по 2001 р. – Ткачук Володимир.
- З 12.07.2001 р. по ? – Миронов Олександр Володимирович[1].

## Галерея

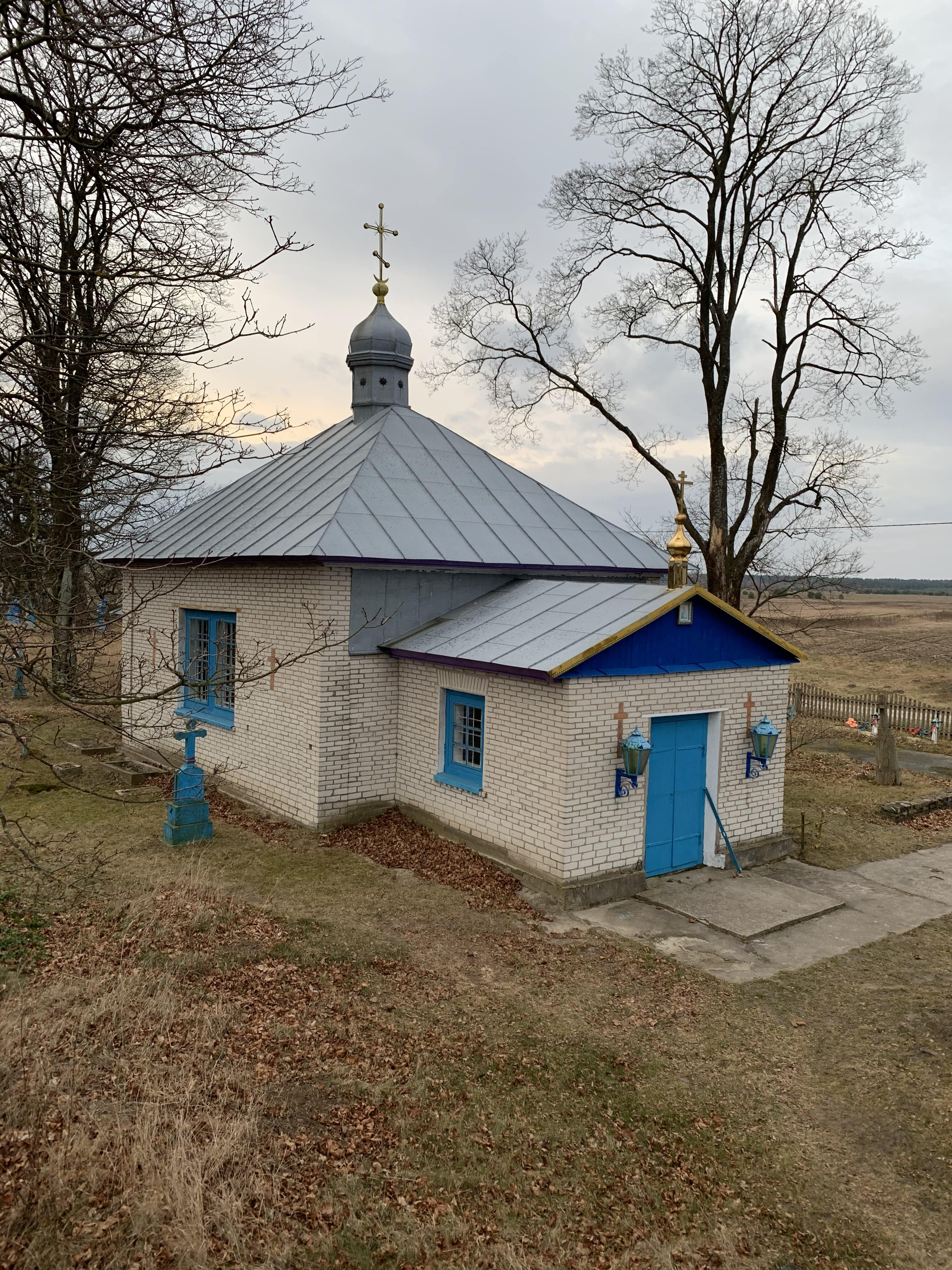
Церква Різдва Пресвятої Богородиці. Березень 2020 року.
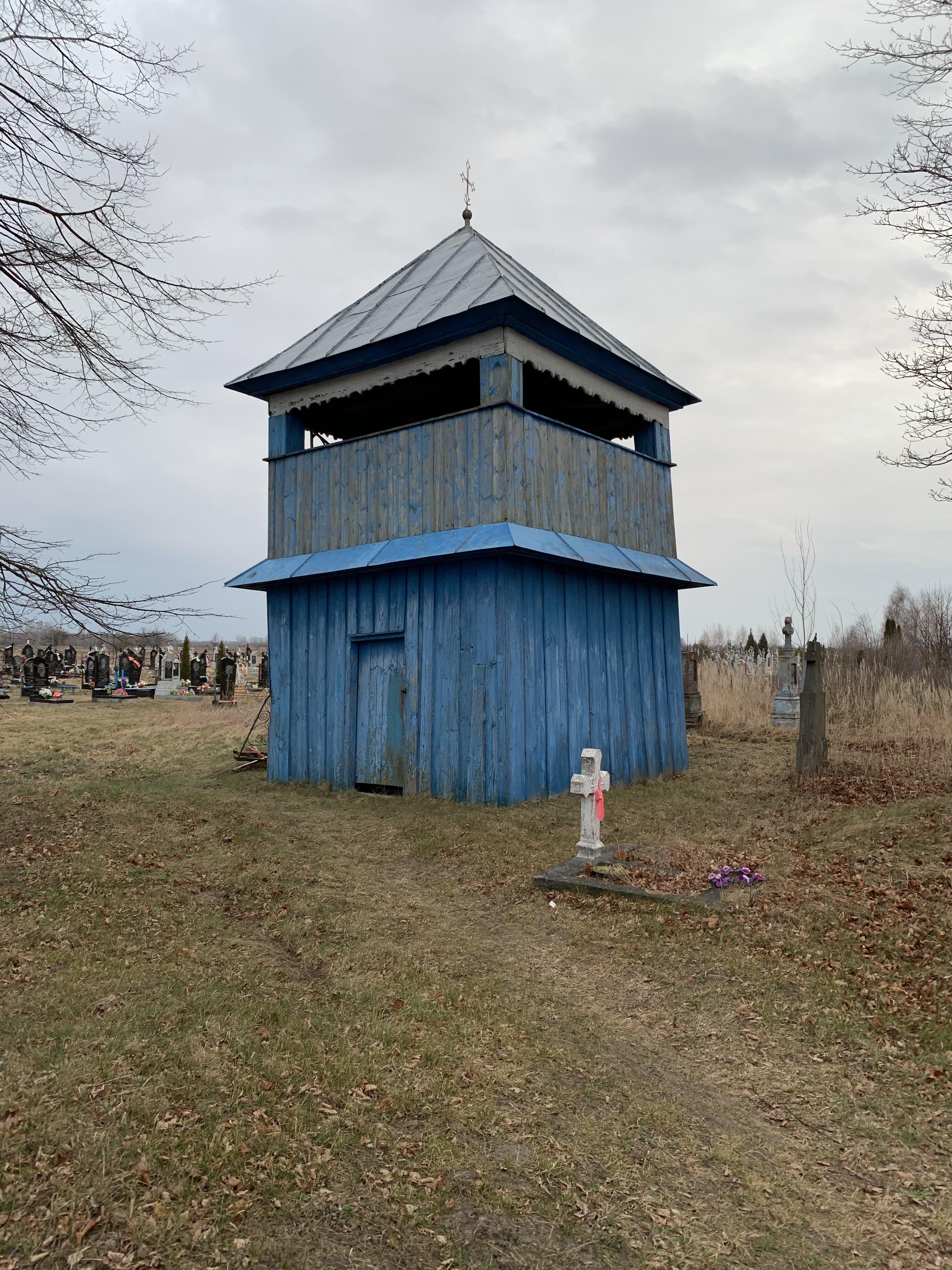
Дзвіниця храму. Березень 2020 року.